# Contea di Griggs
La contea di Griggs in inglese Griggs County è una contea dello Stato del Dakota del Nord, negli Stati Uniti. La popolazione al censimento del 2000 era di 2 754 abitanti. Il capoluogo di contea è Cooperstown.